# ديمقراطية شمولية
الديمقراطية الشمولية هي مصطلح أدرجه المؤرخ الإسرائيلي جيكوب ليب تالمون للإشارة إلى نظام الحكم الذي يحافظ فيه النواب المنتخبون قانونيًا على وحدة الدولة القومية التي يتمتع مواطنوها بمشاركة ضئيلة أو معدومة في عملية صنع قرارات الحكومة، على الرغم من منحهم حق التصويت. وقد سبق لبرتراند دي جوفينيل وإدوارد هاليت كار استخدام هذه العبارة، ثم فريدريك وليام إنجدل وشيلدون سانفورد وولين.

## جيكوب ليب تالمون
يناقش كتاب جيكوب ليب تالمون أصول الديمقراطية الشمولية، الذي نُشر في عام 1952، تحول الدولة، التي تُحدد فيها القيم التقليدية وأركان الدين دورَ الحكومة، إلى حكومة تحتل المنفعة الاجتماعية فيها الأسبقية المطلقة. يمثل عمله نقدًا لأفكار جان جاك روسو، الذي أثرت فلسفته السياسية تأثيرًا كبيرًا في الثورة الفرنسية وفي تنامي التنوير في جميع أنحاء أوروبا وفي التطور الشامل للفكر السياسي والتربوي الحديث أيضًا. في العقد الاجتماعي، يؤكد روسو أن مصالح الفرد والدولة واحدة ومتماثلة، وتقع على عاتق الدولة مسؤولية تنفيذ «الإرادة العامة».
تقتبس ديمقراطية المسيحانية السياسية الجديدة (وتسمى المسحيانية السياسية أيضًا) أيضًا من مقدمة تالمون لهذا العمل:
في الواقع، من وجهة نظر منتصف القرن العشرين، يبدو تاريخ آخر مئة وخمسين عامًا بمثابة تحضير منهجي للاصطدام الطويل بين الديمقراطية التجريبية والليبرالية من جهة، والديمقراطية الشمولية المسيحانية من جهة أخرى، الأمر الذي يسبب الأزمة العالمية اليوم. — rousseaustudies.free.fr

## الاختلافات في الفلسفة الديمقراطية
وفقًا لتالمون، تستند فلسفة الديمقراطية الشمولية إلى نظرة تنازلية للمجتمع، والتي ترى حقيقة سياسية مطلقة وكاملة يقودها جميع البشر العاقلين. وتزعم أن الأمر لا يقتصر على الفرد للوصول إلى هذه الحقيقة وصولًا مستقلًا، بل من واجبه ومسؤوليته مساعدة مواطنيه في تحقيق ذلك. علاوةً على ذلك، فإن أي أنشطة عامةً كانت أم خاصة لا تخدم في تحقيق هذا الهدف ليس لها غرض مفيد، وتستنزف الوقت والطاقة من الأنشطة التي تفضي إلى ذلك، ويجب إلغاؤها. وبالتالي، فإن المساعي الاقتصادية والاجتماعية، التي تميل إلى تعزيز الجماعية، تُعتبر ذات قيمة، في حين أن التعليم والدين، اللذين يميلان إلى تقوية الفرد، يأتيان بنتائج عكسية. يقول تالمون: «لا يمكنك أن تكون مواطنًا ومسيحيًا في الوقت ذاته»، في إشارة إلى حجج روسو «عن صراع الولاء».
في مقالته التقدم في العلوم الاجتماعية الصينية (2001)، اتخذ ماو شولونغ، وهو أستاذ السياسة العامة بجامعة رنمين الصينية، موقفًا مختلفًا. فهو يفترض أن الديمقراطية الشمولية، أو ما يسميه «الديمقراطية الموجهة نحو المساواة»، ترتكز على فكرة أنه من الممكن، والضروري، ألا تكون حقوق الناس وحرياتهم الكاملة مرهونةً بالتقاليد والترتيبات الاجتماعية. يدرك ماو أن مصطلح «الشمولية» له دلالة مرتبطة به، كما كان يستخدمه جيوفاني جنتيلي ليطبقه على الحكومة الفاشية الإيطالية بقيادة بينيتو موسوليني. وهو يرى أنصار الديمقراطية الليبرالية (أو الديمقراطية «الغربية») يتخذون موقفًا سلبيًا إزاء الكلمة ويعتقدون أن القوة ليست وسيلةً مناسبة لتحقيق هدف ما بغض النظر عن قيمة هذا الهدف. إنه يفضل مصطلح «الديمقراطية الموجهة نحو الحرية» لوصف هذا الكيان السياسي.

### المتطلبات الجوهرية
يقول تالمون إن الديمقراطية الشمولية تقبل «السيادة الإقليمية الخالصة» كحق لها. إنها تحتفظ بالسلطة الكاملة لنزع الملكية والسلطة الكاملة للفرض، أي حق السيطرة على الجميع وعلى كل شيء. تتطلب المحافظة على هذه السلطة، في غياب الدعم الكامل من المواطنين، قمعًا شديدًا لأي عنصر معارض باستثناء ما تسمح به الحكومة أو تنظمه لأغراضها. يرفض الديمقراطيون الليبراليون، الذين يرون أن القوة السياسية تتعاظم من القاعدة إلى القمة (راجع: «لحركة الشعبية»)، مبدئيًا فكرة الإكراه في رسم الإرادة السياسية، لكن الدولة الديمقراطية الشمولية تعتبرها حتمية دائمة.
يُقال إن الدولة الديمقراطية الشمولية تزيد من سيطرتها على حياة مواطنيها عن طريق استخدام الأساس المنطقي المزدوج للإرادة العامة (أي «الصالح العام») وحكم الأغلبية. يمكن تقديم حجة مفادها أنه في بعض الحالات تكون النخبة السياسية والاقتصادية والعسكرية هي من تفسر الإرادة العامة لتتناسب مع مصالحها الخاصة. مرةً أخرى، ومع ذلك، من الضروري تحقيق الهدف الشامل المتمثل في السكينة (النيرفانا) السياسية التي تبلور رؤية العملية، ويُتوقع أن يُسهم المواطن مستخدمًا أفضل قدراته؛ فلا يُطلب من الجنرال توجيه المحراث، ولا يُطلب من الفلاح أن يقود الجيوش.
يمكن للدولة الديمقراطية الشمولية أن تقترب من حالة الشمولية. يمكن للدول الشمولية أيضًا أن تتعامل مع حالة الديمقراطية، أو أن تعتمد على الحكم برأي الأغلبية على الأقل. قد يدعم مواطنو دولة ديمقراطية شمولية حكومتهم، حتى لو كانوا على علم بعجزهم الحقيقي. عندما بدأت ألمانيا الحرب العالمية الثانية، كانت الحكومة النازية تحظى بدعم غالبية الألمان، ولم يكن هذا الدعم لهتلر ليتلاشى إلا بعد فترة طويلة، بعد أن بدأت خسائر ألمانيا تتصاعد. كان مئات الملايين من المواطنين السوفييت يقدسون جوزيف ستالين فعليًا، وكثير منهم لم يغيروا رأيهم حتى يومنا هذا، وكانت مكانته تضمن له أن تُنفذ إصلاحاته الاقتصادية والسياسية.